# Audio haut de gamme
 (juin 2013).
Si vous disposez d'ouvrages ou d'articles de référence ou si vous connaissez des sites web de qualité traitant du thème abordé ici, merci de compléter l'article en donnant les références utiles à sa vérifiabilité et en les liant à la section « Notes et références ».
Pour les articles homonymes, voir Audio et Haut de gamme.

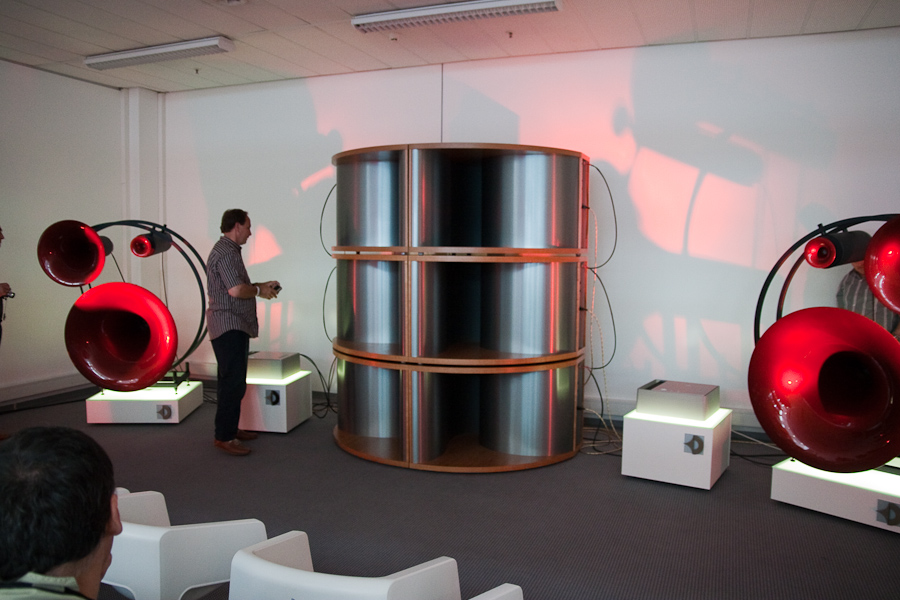
Auditorium haut de gamme à Munich en 2009.

Audio haut de gamme (en anglais : high-end audio) est un terme désignant une classe d’équipements audio caractérisés par la qualité des technologies de reproduction sonore. Ses préceptes ne sont pas reconnus scientifiquement.

## Définition de « haut de gamme »
L'audio « haut de gamme » peut faire allusion à la qualité des composants, de la construction des maillons, et, de manière plus spécifique, se reporte la qualité — objective ou non — de la reproduction sonore.
Les attributs qualitatifs typiquement évalués par les publications et les experts audiophiles sont :
- clarté, netteté ;
- équilibre spectral ;
- étendue spectrale ;
- fermeté des graves ;
- finesse des aigus ;
- chaleur, atmosphère ;
- couleur tonale ;
- force, rapidité, sensation d'énergie ;
- naturel des timbres ;
- dimensions (largeur, hauteur, profondeur) de la scène sonore ;
- positionnement spatial correct des sources sonores (instrument, voix, etc.).

## Éléments déterminants dans la qualité du rendu sonore
- Tables de lecture de disque microsillon
  - Support massif contre les vibrations ;
  - plateau massif et axe rotatif usinés avec précision ;
  - transformateur d'alimentation satellite ;
  - entrainement par courroie, ou autre mode de transmission ;
  - régularité de la vitesse et de la puissance du moteur ;
  - conception mécanique et réglage correct du bras de lecture ;
  - fixation de la cellule de lecture ;
  - qualité du câblage ;
  - haute qualité de la cellule de lecture (à aimant mobile ou à bobine mobile) ;
  - haute qualité du bras de lecture ;
  - éloignement des transducteurs.

- Lecteurs de disque compact, Super Audio CD et DVD-Audio
  - Support massif contre les vibrations et châssis lourd transmettant peu les vibrations ;
  - système de maintien du disque précis et absorbant les vibrations ;
  - précision de vitesse asservie ;
  - qualité de l'équipage mobile de lecture optique ;
  - qualité des blindages électromagnétiques ;
  - qualité, dimensionnement et blindage de l'alimentation, et plus particulièrement du transformateur d'alimentation (le type thoroïdal est généralement considéré comme plus efficace) ;
  - qualité du convertisseur numérique-analogique (étagement, composants électroniques, algorithme de conversion) ;
  - qualité des pistes électroniques, des câblages et des prises.

- Magnétophones
  - Châssis lourd et transmettant peu les vibrations ;
  - moteurs puissants et précis ;
  - haute qualité mécanique assurant un défilement précis et régulier de la bande ;
  - têtes de lecture de haute qualité ;
  - qualité des blindages électromagnétiques ;
  - alimentation de qualité ;
  - haute qualité des composants électroniques de sortie audio ;
  - qualité des pistes électroniques, des câblages et des prises.

- Préamplificateurs
  - Alimentation surdimensionnée, hautement stabilisée et filtrée ;
  - haute qualité des composants électroniques ;
  - utilisation de composants aux caractéristiques mesurées appariées ;
  - qualité des pistes électroniques, des câblages et des prises ;
  - haute qualité des blindages électromagnétiques ;
  - conception du principe du circuit ;
  - conception géométrique du circuit (trajets courts, symétrie, emplacement des composants) ;
  - haute qualité des interrupteurs et potentiomètres.

- Amplificateurs
  - Alimentation surdimensionnée, hautement stabilisée et filtrée ;
  - haute qualité des composants électroniques ;
  - utilisation de composants aux caractéristiques mesurées appariées ;
  - qualité des pistes électroniques, des câblages et des prises ;
  - haute qualité des blindages électromagnétiques ;
  - conception du principe du circuit ;
  - conception géométrique du circuit (trajets courts, symétrie, emplacement des composants) ;
  - refroidissement passif efficace des transistors de puissance ;
  - absence de compromis sur la taille et le poids de l'ensemble ;
  - emploi de tubes et de transformateurs de sortie de haute qualité dans les amplificateurs à tubes.

- Casques stéréo
  - Largeur de scène ;
  - clarté des aiguës ;
  - neutralité ;
  - absence de fréquences parasites.

- Enceintes, panneaux à membranes électrodynamiques ou électrostatiques

Les technologies sont nombreuses. Dans le cas des enceintes acoustiques, on retiendra la qualité sans compromis des haut-parleurs (tweeters, boomers, etc.), leur dimensionnement suffisant (notamment pour la restitution correcte des graves), la qualité du câblage et du filtrage passif ou actif, la qualité de l'ébénisterie, la conception et l'emplacement des capitonnages absorbants et des évents.
Les systèmes à caissons de graves et à satellite aigus ne sont pas considérés comme acceptables dans une chaîne de très haute fidélité.
La taille des enceintes ou des panneaux est fortement déterminante des dimensions de la scène sonore.
Les enceintes à bas rendement peuvent donner des résultats remarquables si elles sont alimentées par des amplificateurs suffisamment puissants.
- Rôle de la salle d'écoute

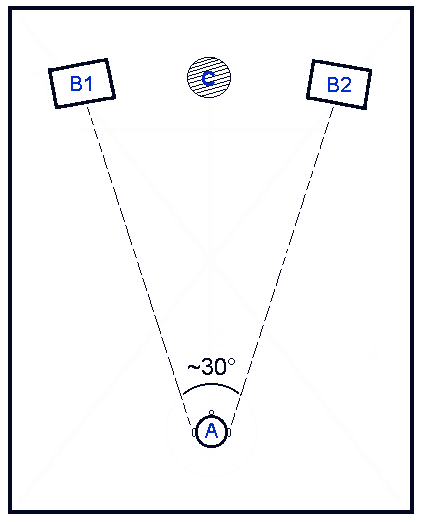
Le résultat d’écoute dépend de nombreux facteurs : angle d’écoute, placement des enceintes, caractéristiques acoustiques des parois de la salle

Il est important de signaler l'importance des caractéristiques acoustiques du local dans le résultat d'écoute global. Le dernier maillon de la chaîne, c'est-à-dire la salle d'écoute, est le plus important.
Les enceintes doivent être adaptées à la salle d'écoute sur différents critères (exemple : diamètre des haut-parleurs grave ou grave-médium en fonction de la superficie du local). Il faut positionner correctement chaque enceinte (qui sera disposée assez loin des murs). Des phénomènes de résonance, de réflexion, de trop forte absorption, et même la place de l'auditeur dans la salle peuvent fortement influer sur le rendu et la perception sonore. L'auditeur sera placé assez loin des enceintes pour former avec celles-ci un angle d'environ 30°.
Voir aussi Temps de réverbération.
- Câblage modulation
  - Cuivre à très faible teneur en oxygène ;
  - orientation et concept du tressage des brins ;
  - qualité du blindage ;
  - soudure des prises à l'argent ;
  - prises inoxydables de haute qualité (plaquées or).

- Câblage vers transducteurs 
  - Cuivre à très faible teneur en oxygène ;
  - orientation et concept du tressage des brins ;
  - soudure des cosses à l'argent ;
  - cosses inoxydables de haute qualité (plaquées or).

- Bi-amplification

L'usage de la bi-amplification apporte toujours un meilleur résultat.
Il peut être choisi d'amplifier séparément les aigus et les graves, en séparant les signaux en amont des amplificateurs, ce qui autorise l'emploi d'amplificateurs de types et modèles différents, ou bien d'amplifier séparément la voie droite et la voie gauche, ce qui nécessite d'employer des amplificateurs identiques, et de réaliser un pont (bridge) des canaux gauche et droite en sortie de chaque amplificateur.
- Qualité des enregistrements

La qualité des enregistrements et celle de leur gravure sur des supports analogiques ou numériques joue un rôle très important dans le rendu sonore. Un mauvais enregistrement se révèlera très facilement en tant que tel sur une chaîne d'exception. À l'inverse, de bons enregistrements se traduiront par une sensation de plénitude et de perfection absente des chaines plus conventionnelles.
Les supports d'enregistrements admis dans la haute-fidélité de haut de gamme sont le disque microsillon 33 ou 45 tr/min, le disque optique numérique (Compact Disc ou autres formats de gravure), la bande numérique DAT, la bande magnétique analogique 2 pistes enregistrée en 38 ou 76 cm/s).
Les supports tels que le MP3, la cassette audio, les bandes analogiques 4 pistes ou à défilement inférieur à 38 cm/s sont considérés comme trop imparfaits pour justifier de leur lecture sur de telles chaînes.
- Associativité

Avec cette catégorie de chaînes, l'écoute comparative est primordiale pour associer correctement entre eux des maillons de modèles et marques souvent différents.

## Subjectivité
Les mesures physiques des performances d'un maillon d'une chaîne haut de gamme ne sont pas systématiquement révélatrices du rendu à l'écoute, lequel présente en outre un caractère subjectif.